# Historia Jasła

## Czasy najdawniejsze
Pierwsze ślady pobytu człowieka w Kotlinie Jasielskiej pochodzą z epoki neolitu, czyli młodszej epoki kamienia łupanego. Najostrożniej postępując najstarsze ślady kultury osadniczej z okolic Jasła można umieścić między połową IV i połową III tysiąclecia p.n.e. Znamy bowiem sporą ilość znalezisk archeologicznych z tego okresu – narzędzi pracy: gładzonych kamiennych siekier, dłut, toporów i motyk. Wszystkie one zostały znalezione przypadkowo i luźnie i pochodzą z Jodłowej, Lubczy, Brzostku, Przysiek, Trzcinicy, Niegłowic, Załęża, Pielgrzymki, czy też samego Jasła. Analizując formy narzędzi neolitycznych z powiatu jasielskiego, oraz surowiec z jakiego je wykonano, dochodzimy do wniosku, że siedziały tu niewątpliwie grupy ludzkie, których archeologicznym wyrazem była przede wszystkim kultura pucharów lejkowatych, oraz kultura ceramiki sznurowej.
Pewniejsze i liczniejsze materiały archeologiczne pojawiają się jednak dopiero w środkowym okresie epoki brązu (ok. 1300 lat p.n.e.) i w okresach następnych. Na czele inwentarza tych materiałów figuruje duży skarb przedmiotów brązowych pochodzenia zakarpackiego wykopany w latach 1953-1954 w Załężu. Można przyjąć, że przez następne 1000 lat rozwijała się w regionie jasielskim kultura łużycka, lub inna bardzo do niej podobna, należąca do wielkiego kręgu kultur pól popielnicowych. Drobne ułamki naczyń glinianych z tego czasu lepionych w ręku, bez pomocy koła garncarskiego znaleziono zarówno w miejscu odkrycia wyrobów brązowych w Załężu, jak też w szeregu innych miejscowości, a to w Kołaczycach, Kłodawie, Lisowie, Cieklinie, Osobnicy, Łazach, Sławęcinie. Upadek kultury łużyckiej, jaki nastąpił w III wieku przed Chrystusem nie spowodował zaniku osadnictwa w dorzeczu Wisłoki.
Obejmujący cztery stulecia naszej ery okres wpływów rzymskich w powiecie jasielskim dokumentują przede wszystkim materiały numizmatyczne – np. wykopane w Jaśle przy budowie kolei podkarpackiej w 1875 roku dwie monety rzymskie pochodzące z mennic cesarzy: Tyberiusza (14-37 r. n.e.) i Tytusa (79-81 r.), czy też wykopany w 1957 roku w Święcanach denar cesarzowej Faustyny młodszej (z roku 176).

## Wczesne średniowiecze i I Rzeczpospolita

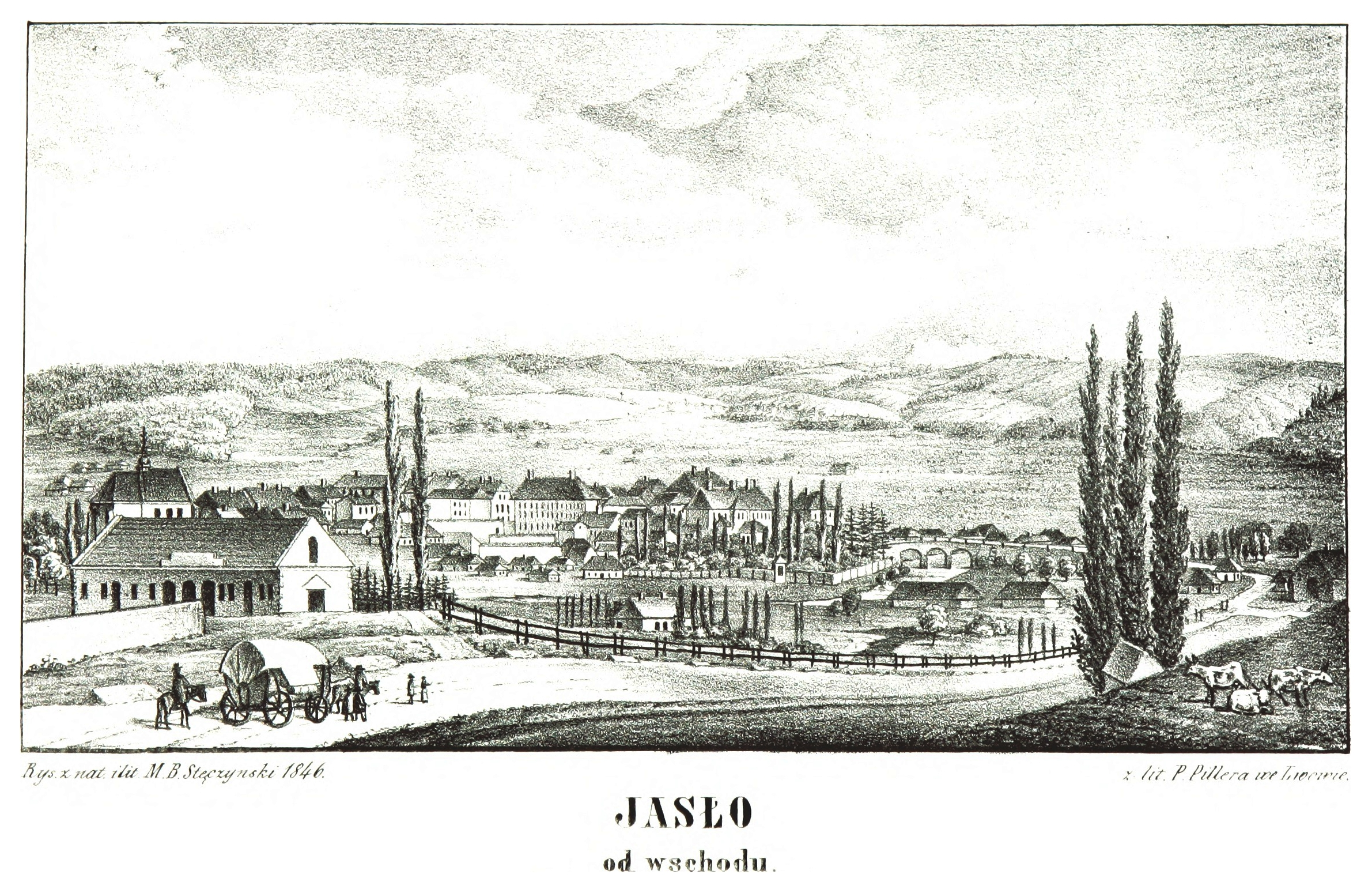

Następny okres, wczesnośredniowieczny trwający od VI do VIII wieku znamionuje zupełny brak źródeł archeologicznych. Około VIII-IX wieku powstały w okolicach Jasła wielkie grody wiślańskie (Trzcinica i Brzezowa) które prawdopodobnie upadły w XI wieku. Nowe ośrodki życia gospodarczego i politycznego – grody protokasztelańskie i kasztelańskie nie powstały już na terenie Jasła, lecz w pobliskim Bieczu i dalekim Wojniczu. Tereny jasielskie pozostawały w XII i XIII wieku w zasięgu kasztelanii bieckiej.
Po raz pierwszy nazwę Jasła zapisano w słynnym zabytku średniowiecznym opiewającym Miracula Sancti Stanislai, wymieniając w nim również imiona jaślan, a wśród nich Gotszalka, noszącego tytuł archiprezbitera jasielskiego. Istotnym szczegółem w okresie rozwoju posiadłości klasztornych w powiecie jasielskim jest to, że wśród nich znalazło się również Jasło. Pierwszą wzmiankę o tym znajdujemy w roku 1262, w przywileju Bolesława Wstydliwego dla klasztoru cysterskiego w Koprzywnicy. Nadaje on osadzie Jasiel przywilej skarbowy i sądowy. Z innych dokumentów wynika, że cystersi otrzymać musieli tę osadę już w tzw. Fundatio primaeva, czyli w roku 1185. W każdym razie w połowie XIII wieku Jasło – zwane wtedy Jasiel, lub Jasioł było osadą o niemałym znaczeniu gospodarczym. Tu mianowicie znajdowało się jedno z ważnych małopolskich targowisk.
Organizacja miejska Jasła, której skąpe ślady spotykamy w źródłach u schyłku XIV wieku i później zawdzięczała swój początek dokumentowi Kazimierza Wielkiego wystawionemu w Sanoku 26 kwietnia 1365 roku. Tym dokumentem nadał król miasteczku Jasłu prawo niemieckie, niewątpliwie magdeburskie, w 1367 zwolnił je od ceł, zaś w 1368 dokonał formalnej zamiany miasta z cystersami. Zamiana ta została ostatecznie załatwiona w roku 1374 przez Elżbietę, królową regentkę, która dała cystersom odszkodowanie w postaci miasteczka Frysztaka i wsi sąsiednich: Glinik i Kobyle. Połączenie części królewskiej i zakonnej miasta zostało w ten sposób zalegalizowane i stworzyło nowe podstawy organizacyjne miasteczka.
Parafia powstała w Jaśle przed 1325 rokiem, wcześniej Jasło należało do parafii w Zręcinie. Parafię jasielską niewątpliwie uposażyli biskup krakowski i król Władysław Łokietek. Pleban jasielski posiadał jako uposażenie nadany mu – może w roku 1366 folwark – przynajmniej jednołanowy z rolami i trzema sadzawkami, a ponadto pobierał dziesięcinę i meszne.
O średniowiecznej szkole parafialnej w Jaśle źródła nie przechowały żadnej wzmianki, mimo to istnienia jej pozwalają domyślać się zarówno księża jasielskiego pochodzenia jak i studenci Akademii Krakowskiej pochodzący z Jasła. Jednym z nich był mistrz Bartłomiej z Jasła, który po studiach w Pradze ok. roku 1389 wrócił do Krakowa ze stopniem magistra sztuk wyzwolonych i bakałarza teologii i po 1390 roku objął w niej wykłady sztuk wyzwolonych i teologii. Oprócz niego wśród scholarów odnowionej krakowskiej wszechnicy widzimy w XV wieku wielu innych Jaślan.
W dziejach średniowiecznego Jasła odegrał też swą rolę klasztor karmelitów. Karmelici przybyli do Jasła zapewne przed końcem XIV wieku z Węgier i zaczęli wznosić klasztor i kościół fundowany zapewne przez radę miejską.
Szpital – związany w tym czasie z działalnością kościoła powstał w Jaśle późno, bo dopiero w 1502 roku. Ufundował go za zgodą króla Aleksandra wikary jasielski Marcin, ofiarując na ten cel swój dom nad brzegiem Jasiołki, w okolicy młyna.
Panowanie króla Jana Olbrachta na przełomie XIV i XV wieku związane jest dla historii miasta z wizerunkiem herbu miasta. Przedstawia on na czerwonej tarczy monogram królewski JAR (Joannes Albertus Rex), a nad nim trójlistną koronę królewską w formie gotyckiej.
Nadanie prawa miejskiego uporządkowało i ujęło w ramy organizacyjne stosunki gospodarcze jakie wytworzyły się w Jaśle być może już w pierwszej połowie XIV wieku. Nie przyniosło jednak znaczniejszego rozwoju osady w wieku XV. Zwłaszcza, że - jak zapisał Bogusz Zygmunt Stęczyński w swych Okolicach Galicyi - ...należało Jasło w roku 1474 do owych licznych grodów i 200 wsi, które Maciej Korwin, król węgierski, wysławszy swe podjazdy wzdłuż pogranicza Polski, złupił i w popiół obrócił.
Początki organizacji rzemiosła jasielskiego umiejscawiają się na przełomie XIV i XV wieku. I chociaż najstarsza wzmianka o rzemiośle jasielskim z roku 1388 dotyczy łaźni, to jednak pierwsi zorganizowali się w cech szewcy (1410 r), a potem kowale, tkacze, płóciennicy, sukiennicy, rzeźnicy, piekarze, olejarze, krawcy, młynarze, garncarze, murarze, piwowarze, kramarze i inni.
Wiek XVI – wiek odrodzenia był w dziejach miast polskich okresem rozkwitu. Jasło też rozwijało się w tym czasie, ale nigdy nie rozwinęło się na tyle, aby je można zaliczyć do miast dużych i ważnych w królestwie. Pozostało miastem małym i oddziałującym gospodarczo tylko na najbliższą okolicę: pobliskie miasteczka – Dębowiec, Osiek, Żmigród, Kołaczyce, Brzostek oraz na okoliczne wsie. Rozwijały się w tym czasie wszystkie wspomniane wyżej rzemiosła, szczególnie zaś w Jaśle i okolicach sukiennictwo, które na przełomie XVI i XVII wieku zaczęło się przekształcać w prymitywne płóciennictwo.
Ważną rolę w tym czasie odgrywały w mieście targi i jarmarki. W Jaśle w pierwszej połowie XVII wieku odbywały się trzy jarmarki w ciągu roku: na Boże Ciało, na Matkę Boską Zielną 15 sierpnia i na Wszystkich świętych. Jasło i okoliczne miejscowości prowadziło wymianę handlową z Krakowem, Sanokiem, Sączem, Rusią i Węgrami. W XVI wieku u zbiegu dzisiejszej ulicy PCK, Szajnochy i Jagiełły zbudowano dwór obronny.
W XVII wieku, okresie wielkich wojen można Jasło i okolice dotkliwie odczuło stacjonowanie wojsk i zniszczenia wojenne, a także pobory i kontrybucje na cele wojskowe. Obok tego do powolnego upadku miasta przyczyniły się też pogłębiające się sprzeczności w ustroju feudalnym, szczególnie wzrastający ucisk ze strony starostów i właścicieli.
W latach 1648–1772 Jasło przeżywało okres upadku. Kilkakrotne okupacje Jasła najpierw w roku 1655 przez wojska szwedzkie, potem w 1657 r. przez oddziały siedmiogrodzkie Jerzego II Rakoczego, a na początku XVIII w. ponownie przez wojska szwedzkie Karola XII zrujnowały miasto doszczętnie. W dobie konfederacji barskiej w latach 1768-1772 miasto znowu było narażone na zniszczenia ze strony swoich i Rosjan.

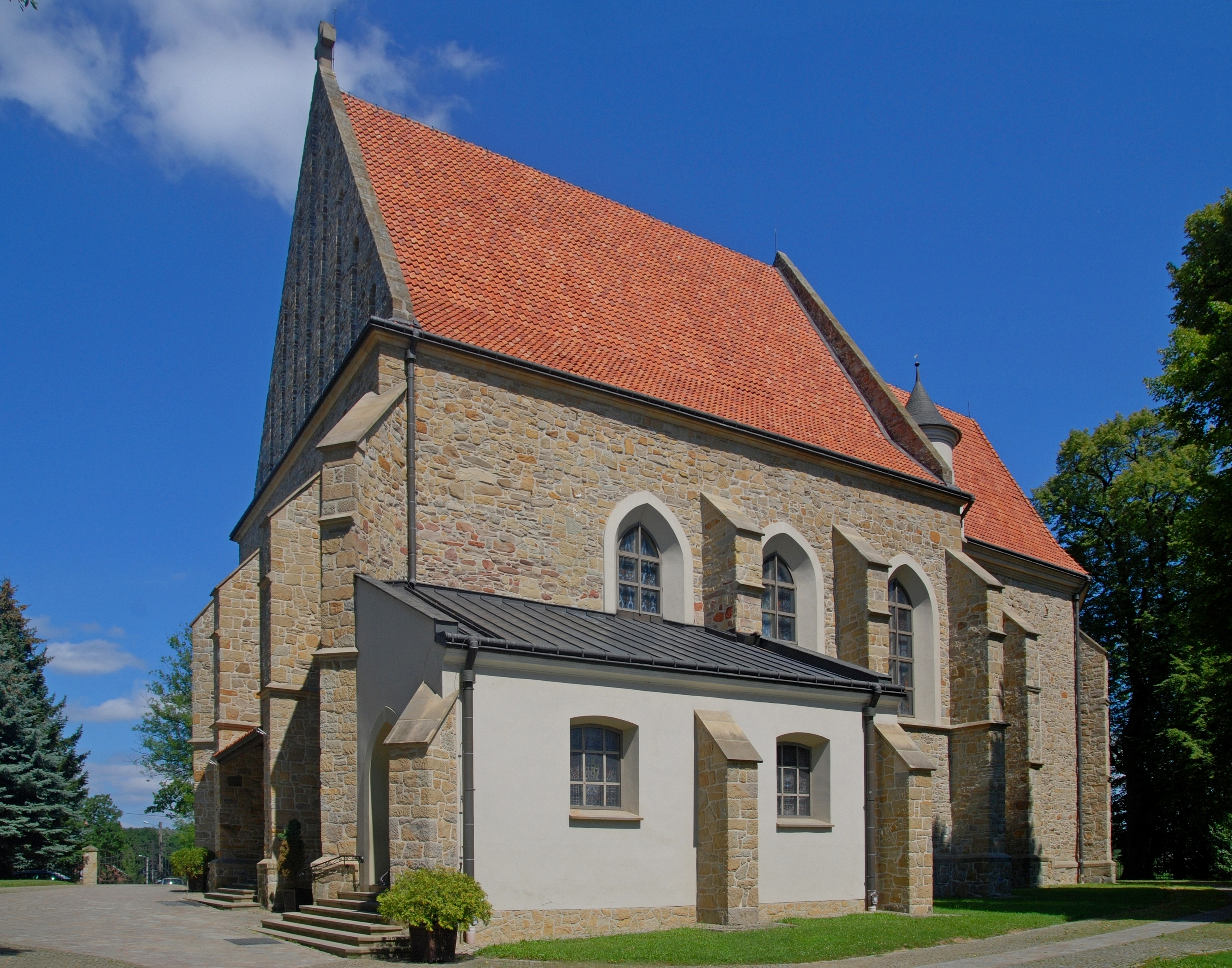
Kolegiata Wniebowzięcia Najświętszej Maryi Panny zbudowana w XV w.
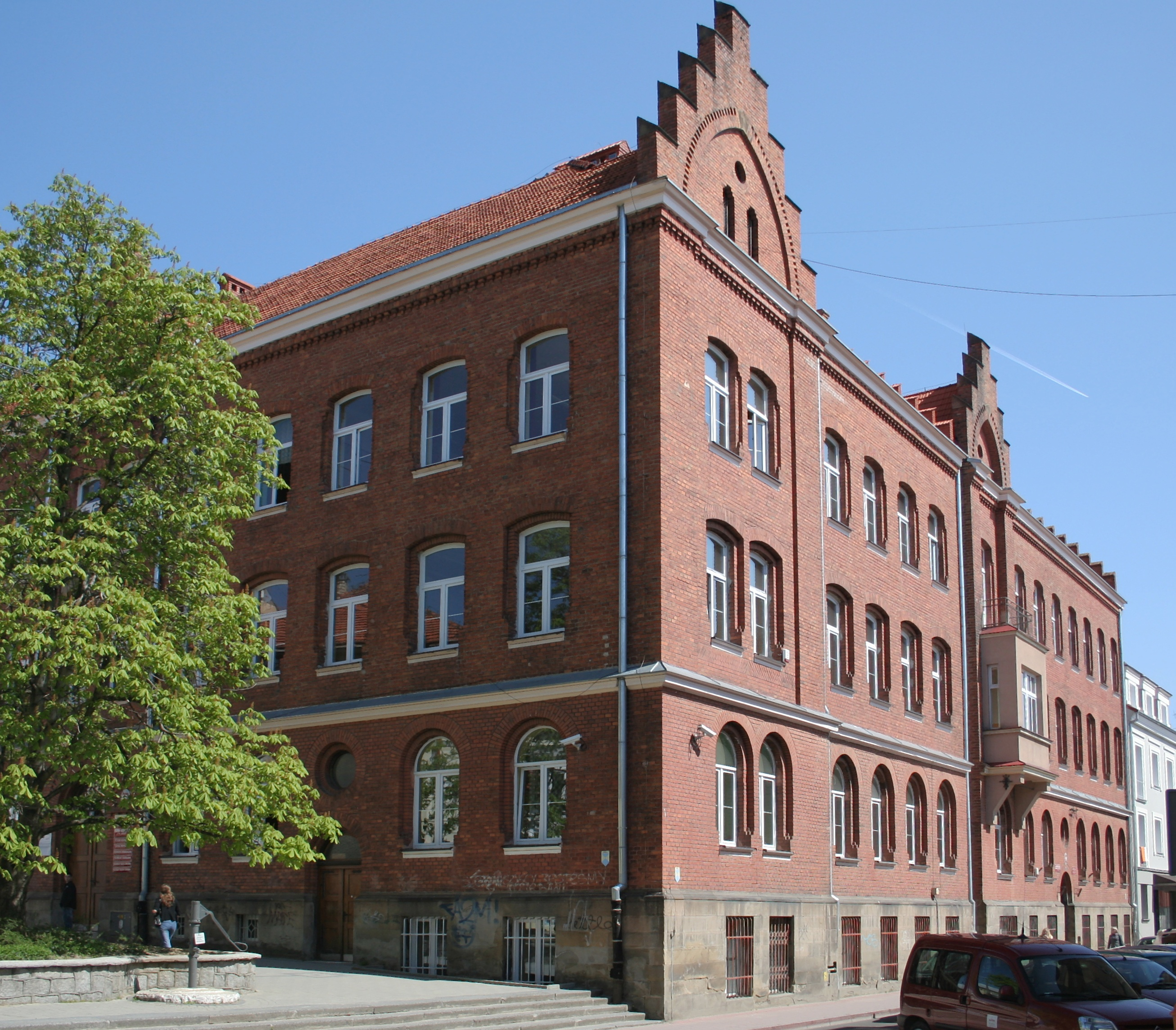
Budynek Zespołu Szkół nr 4 z 1905
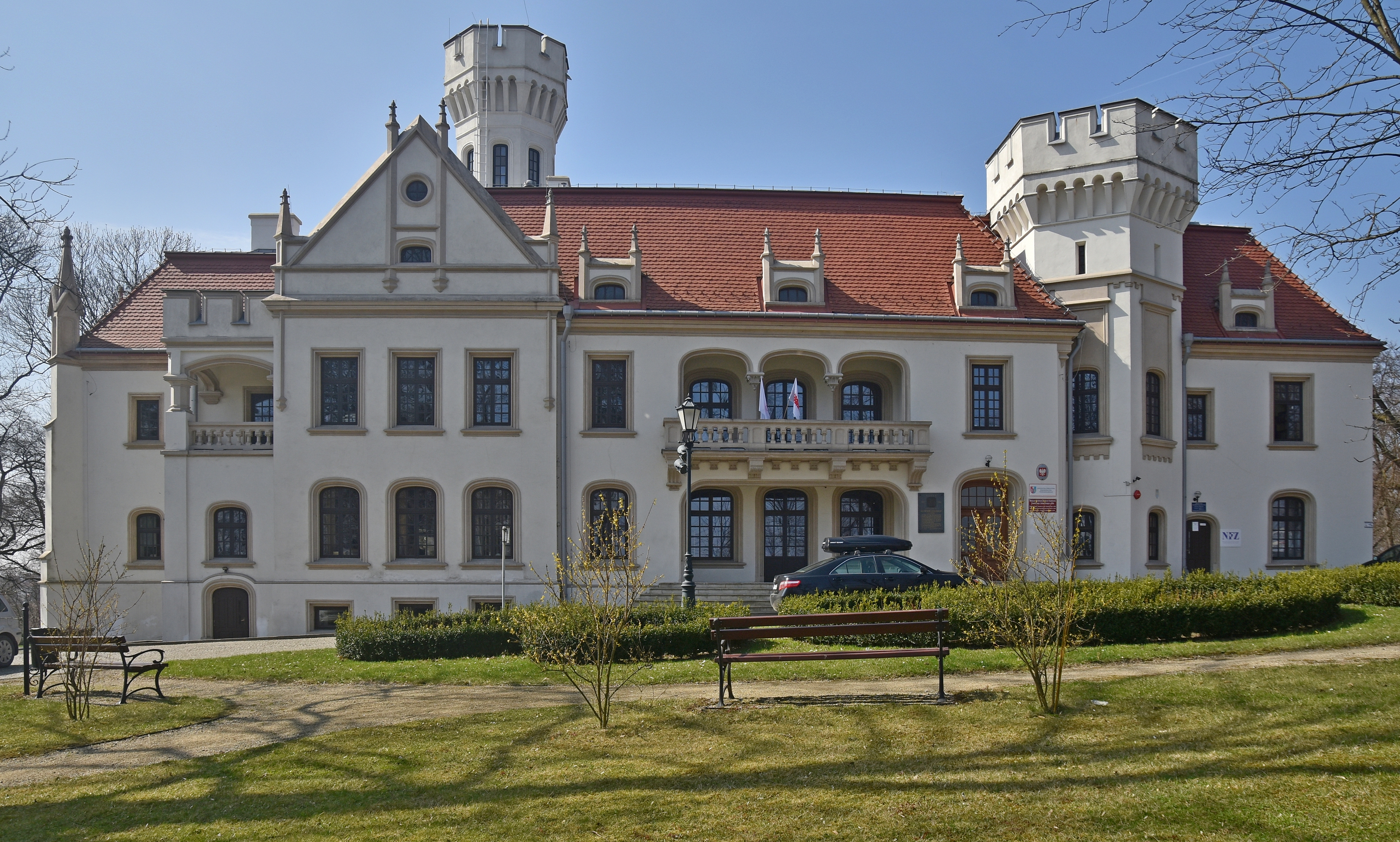
Pałac Sroczyńskich z 1858

## W czasach rozbiorów

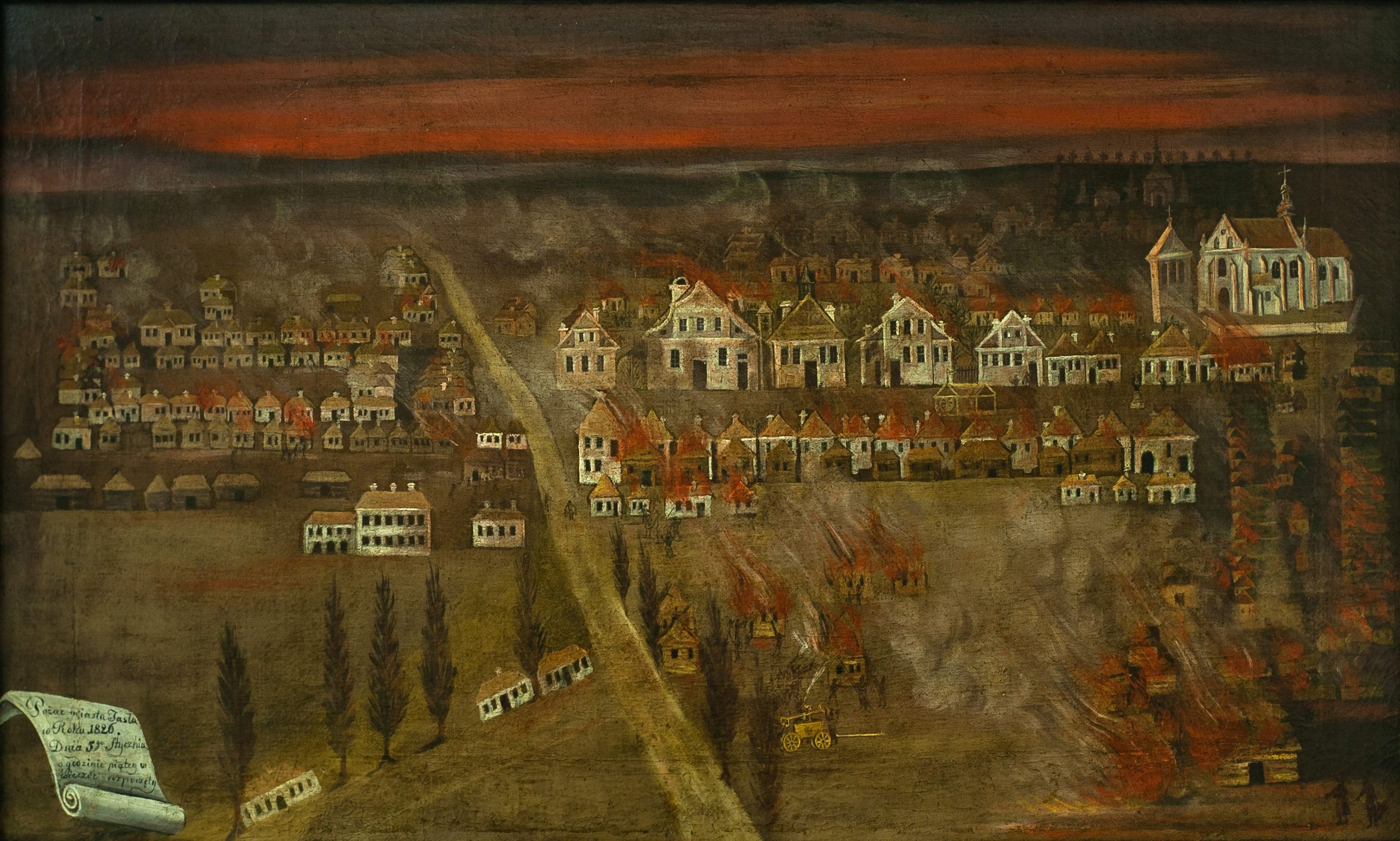
Pożar Jasła w 1826 r. na obrazie Jana Bieszczada

Wskutek I rozbioru Polski Jasło i region jasielski przeszły pod panowanie austriackie. Pod kierunkiem niemieckiego elementu urzędniczego poddano gruntownej reorganizacji administrację kraju w wyniku której Jasło wraz z przylegającym doń rejonem przydzielone zostało początkowo do obwodu czerwonoruskiego, a następnie (od 1774) do dystryktu dukielskiego. W roku 1790 urząd cyrkularny przeniesiono do Jasła, które w ten sposób stało się stolicą dużego rejonu. Jasielski urząd cyrkularny znalazł pomieszczenie w budynku poklasztornym, pozostałym po sprzedanych dobrach zniesionego tu w r. 1789 klasztoru karmelitów. W związku z przeniesieniem do Jasła stolicy cyrkułu, napłynęli do Jasła liczni urzędnicy i wojsko, co przyczyniło się do pewnego ożywienia budowlanego i wymiany handlowej. Nastąpił rozwój miasta przejawiający się między innym budową gmachów użyteczności publicznej, oraz domów prywatnych. Wzniesiony został ratusz, sąd, więzienia, budynki szkolne. Największe ożywienie w budownictwie przypada na rok 1826, kiedy to w czasie pożaru spłonęła większość zabudowań na rynku. Dzisiejsze ciągi komunikacyjne, oraz większość kamienic w centrum ocalałych z ostatniej wojny pochodzą właśnie z tamtych czasów.
Jasło w dobie autonomicznej w latach 1860-1914 przeżywało dalszy rozwój. Ważnym wydarzeniem w historii miasta było założenie w roku 1868 gimnazjum. Szkoła kształcąca młodzież z rozległego terenu na przestrzeni ponad 130 lat swego istnienia odniosła ogromny sukces edukacyjny na skalę światową. Wielu jej uczniów zasłynęło z wybitnych dokonań na polu naukowym, artystycznym i kulturalnym. Gimnazjum jasielskie, a później liceum od samego początku swego istnienia przydawała miastu splendoru i stanowiła ważny element w rozwoju miasta.
Rok 1859 jest dla miasta następną ważną datą. Otóż mieszkający wtedy w Jaśle Ignacy Łukasiewicz buduje pierwszą na świecie destylarnię ropy naftowej. Jego prace badawcze nad zastosowaniem użytkowym oleju skalnego, skonstruowanie lampy naftowej przyczyniają się do rozbudowy kopalń w okolicach Jasła i Krosna, w których wydobywa się ten minerał na skalę przemysłową. Eksploatacja ropy naftowej sprawia, że w latach 1889-1890 w Niegłowicach obok Jasła wybudowana zostaje jedna z najstarszych w Polsce i na świecie rafinerię. Do rozwoju miasta przyczyniło się też wybudowanie w latach 1872-1884 linii kolejowej na trasie Stróże – Zagórz przebiegającej przez Jasło, i jej odnogi do Rzeszowa oddanej do eksploatacji w 1890 roku. Od tego momentu Jasło przekształciło się w dość ważny węzeł komunikacyjny, a region jasielski uzyskał trwały i bezpośredni kontakt z rynkiem handlowym ogólno-galicyjskim i austriackim, co przyczyniło się do ożywienia handlu, przemysłu i budownictwa w mieście i regionie.
W okresie poprzedzającym I wojnę światową Jasło liczyło ponad 10 000 mieszkańców. W mieście wybudowano szereg nowych gmachów urzędowych i innych. I tak: w 1889 otwarto tu sąd okręgowy w nowo wzniesionym budynku, w 1896/1897 oddano do użytku elektrownię, wybudowano siedzibę Rady Powiatowej, gmach Kasy Oszczędności, założono park miejski, a w związku z pobytem w Jaśle cesarza Franciszka Józefa (wrzesień 1900) uporządkowano ulice miasta. Ówczesne relacje podkreślają regularną zabudowę miasta i jego schludność wyraźnie odróżniającą Jasło od innych miast galicyjskich.

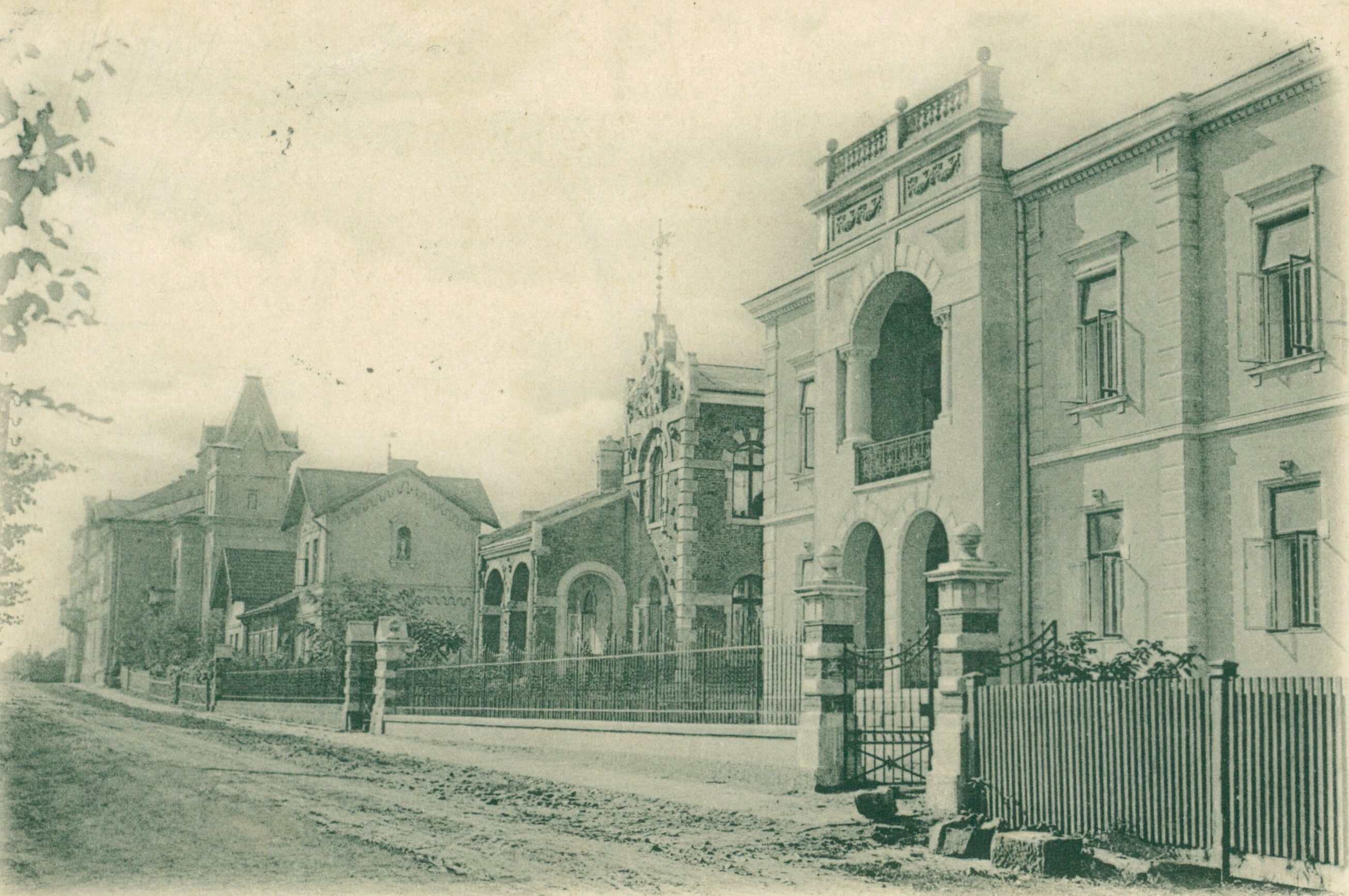
Ulica Czackiego, 1901
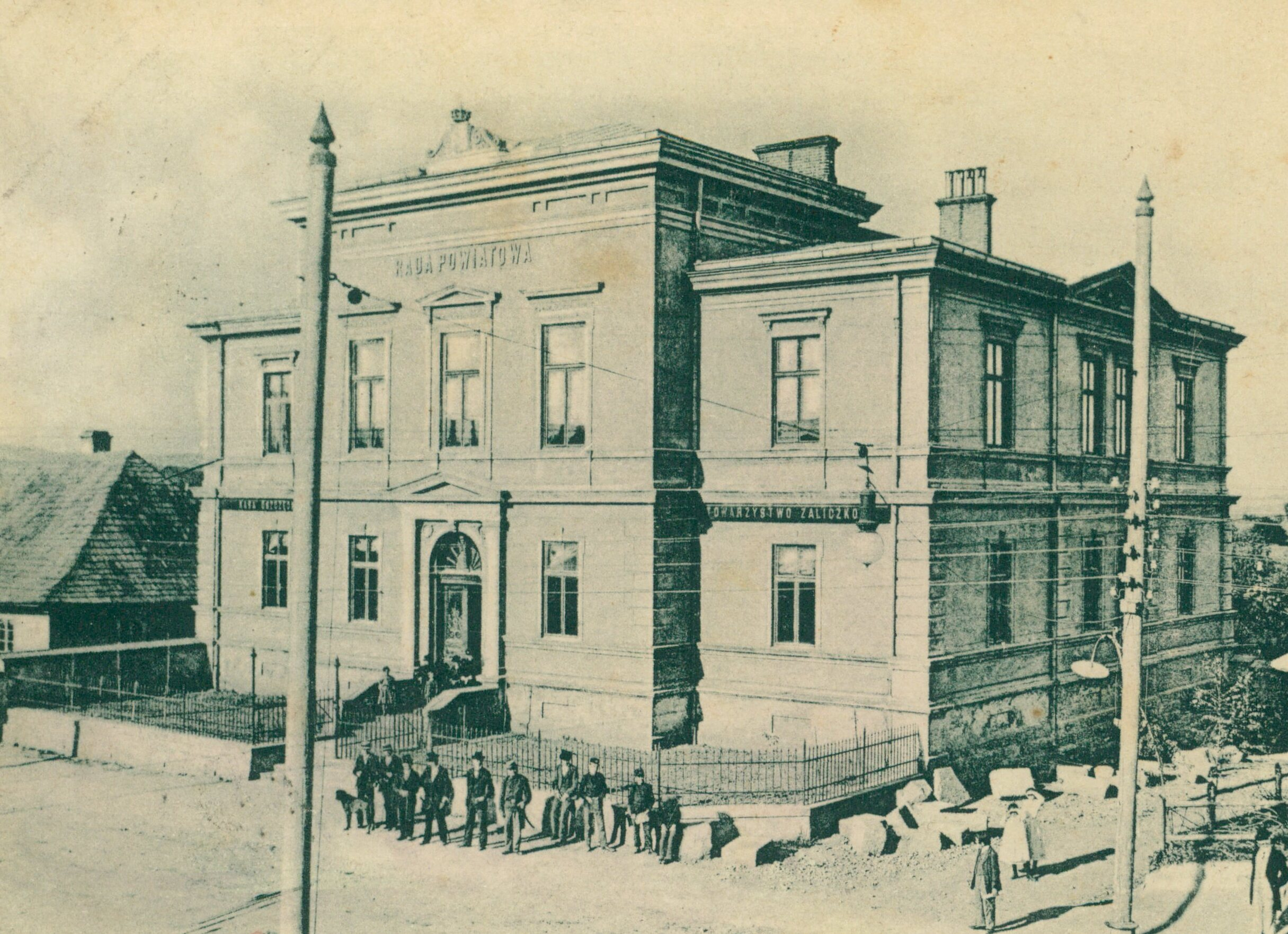
Rada powiatowa, 1902
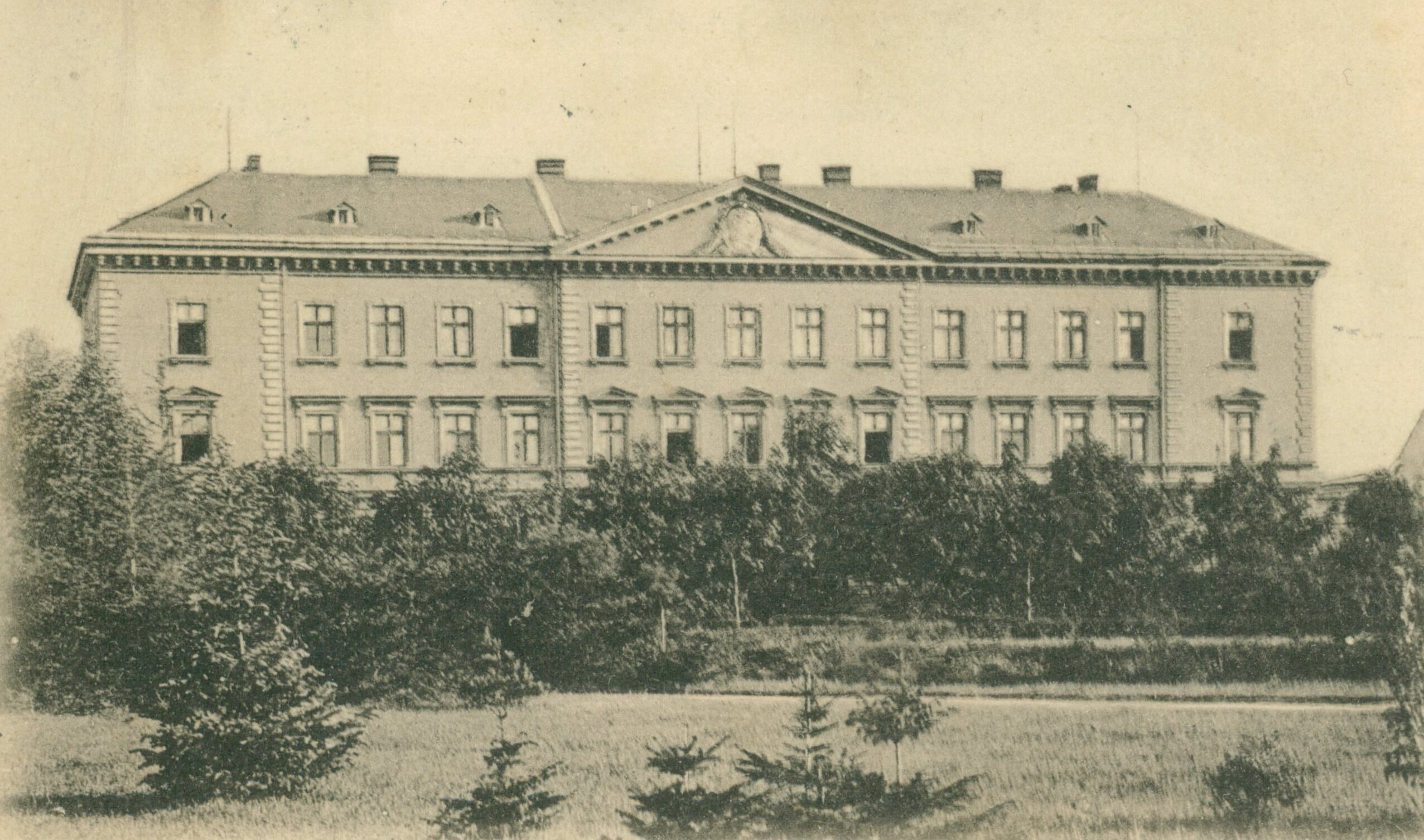
Sąd obwodowy, 1900
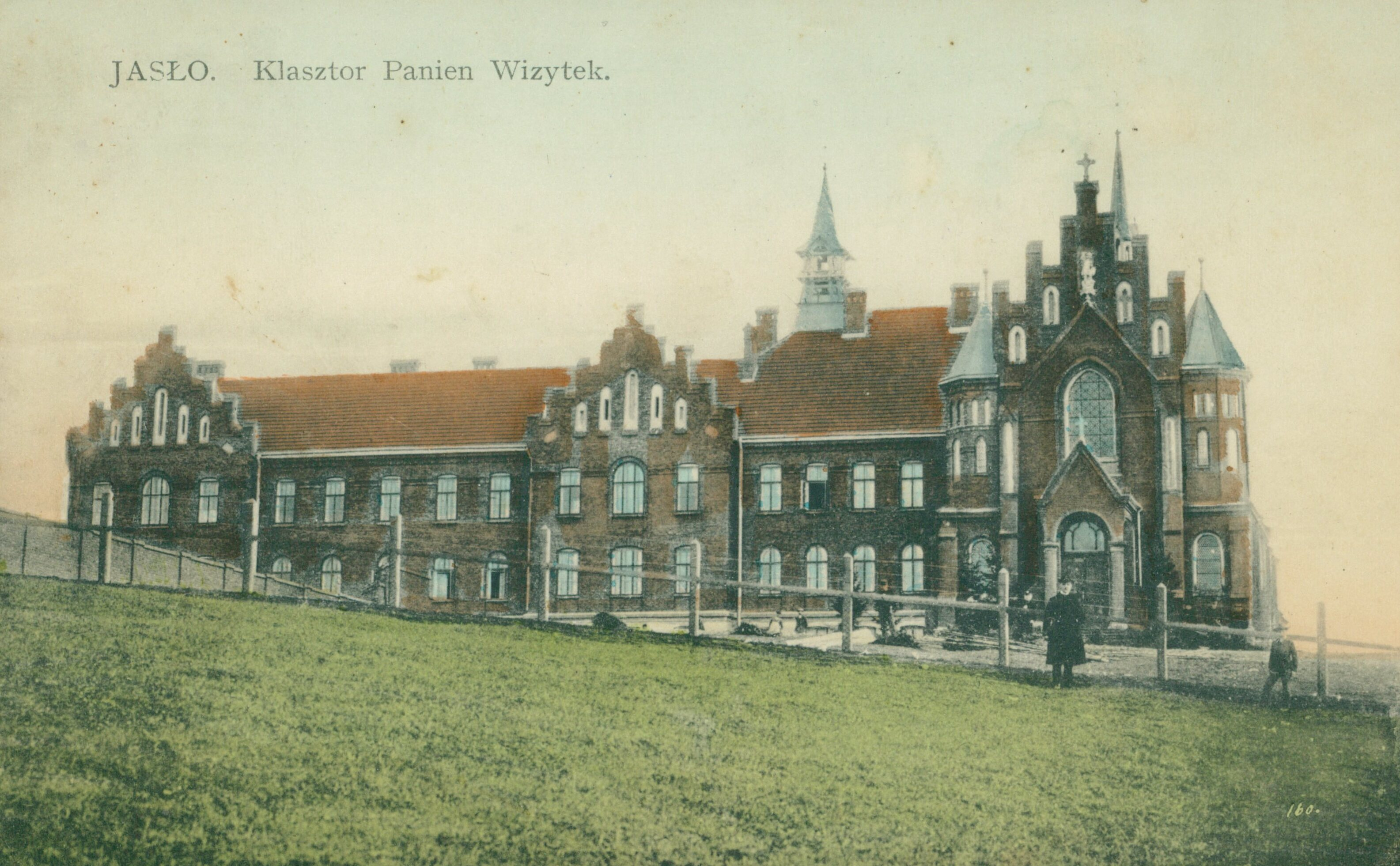
Klasztor Panien Wizytek, 1917

## I wojna światowa
Region jasielski stał się w 1914 roku terenem aż pięciokrotnych przemarszów wojsk rosyjskich i austro-węgierskich. Wojna zahamowała rozwój miasta, ale wielkich strat w substancji mieszkaniowej nie poczyniła.
W maju 1915 roku w regionie rozegrała się krwawa bitwa, która przeszła do historii pod nazwą operacji gorlickiej w wyniku której wojska niemieckie przełamały linie rosyjskie i odsunęły je od linii Karpat. Jasło zostało zajęte przez Niemców 6 maja 1915 roku o godz. 22,30 bez walki.

## Okres międzywojenny
Po klęsce militarnej państw centralnych i upadku monarchii austriacko-węgierskiej powołana do życia w dniu 28 października 1918 roku Polska Komisja Likwidacyjna w Krakowie, z Wincentym Witosem na czele przejęła z rąk dowództwa austriackiego władzę wojskową i 31 października tegoż roku Galicja zachodnia stała się pierwszą oswobodzoną częścią państwa polskiego. Wtedy i Jasło rozpoczęło nową erę w niepodległej Polsce.
Rok 1918 to czas tworzenia nowej administracji miejskiej i powiatowej w Jaśle. Powstają nowe urzędy i instytucje. Podejmują prace szkoły i zakłady pracy. W okresie międzywojennym przemysł naftowy stanowił podstawową gałąź gospodarki Jasła i powiatu. Sytuacja gospodarcza była jednak nie najlepsza, a widoki na lepszą przyszłość poprawiło dopiero uruchomienie w 1937 roku zakładów chemicznych "Gamrat".

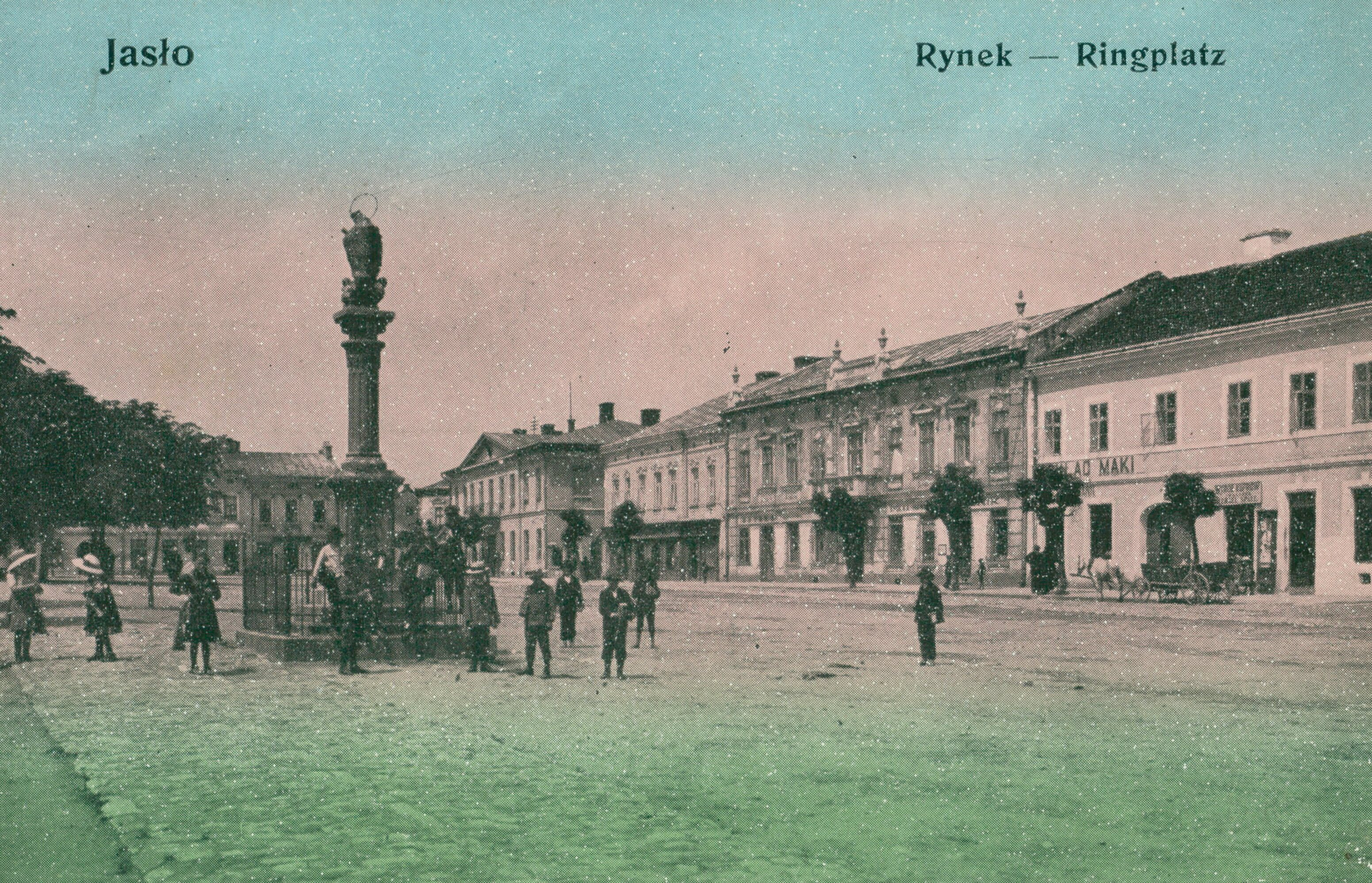
Rynek, przed 1918
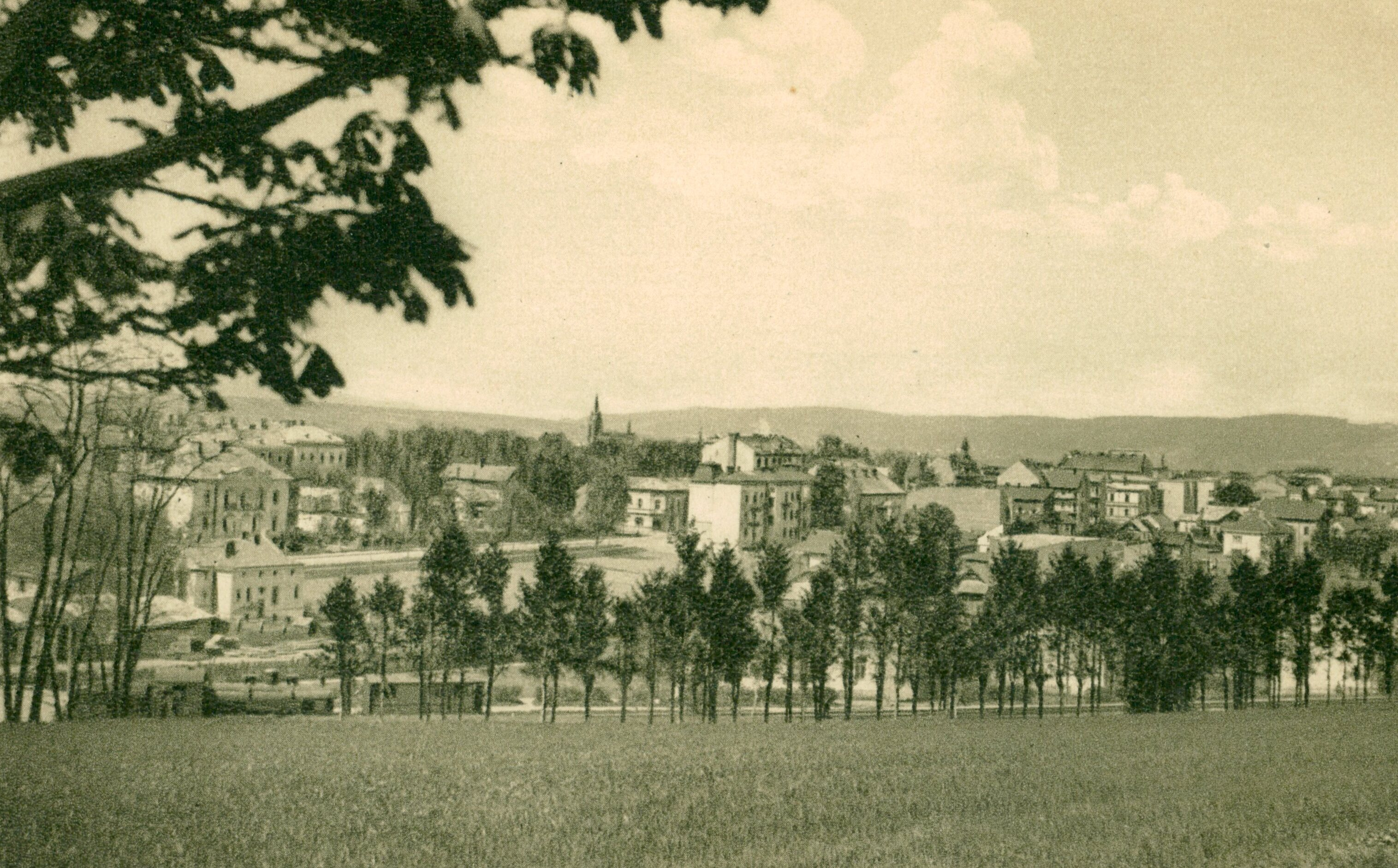
Widok ogólny, przed 1930
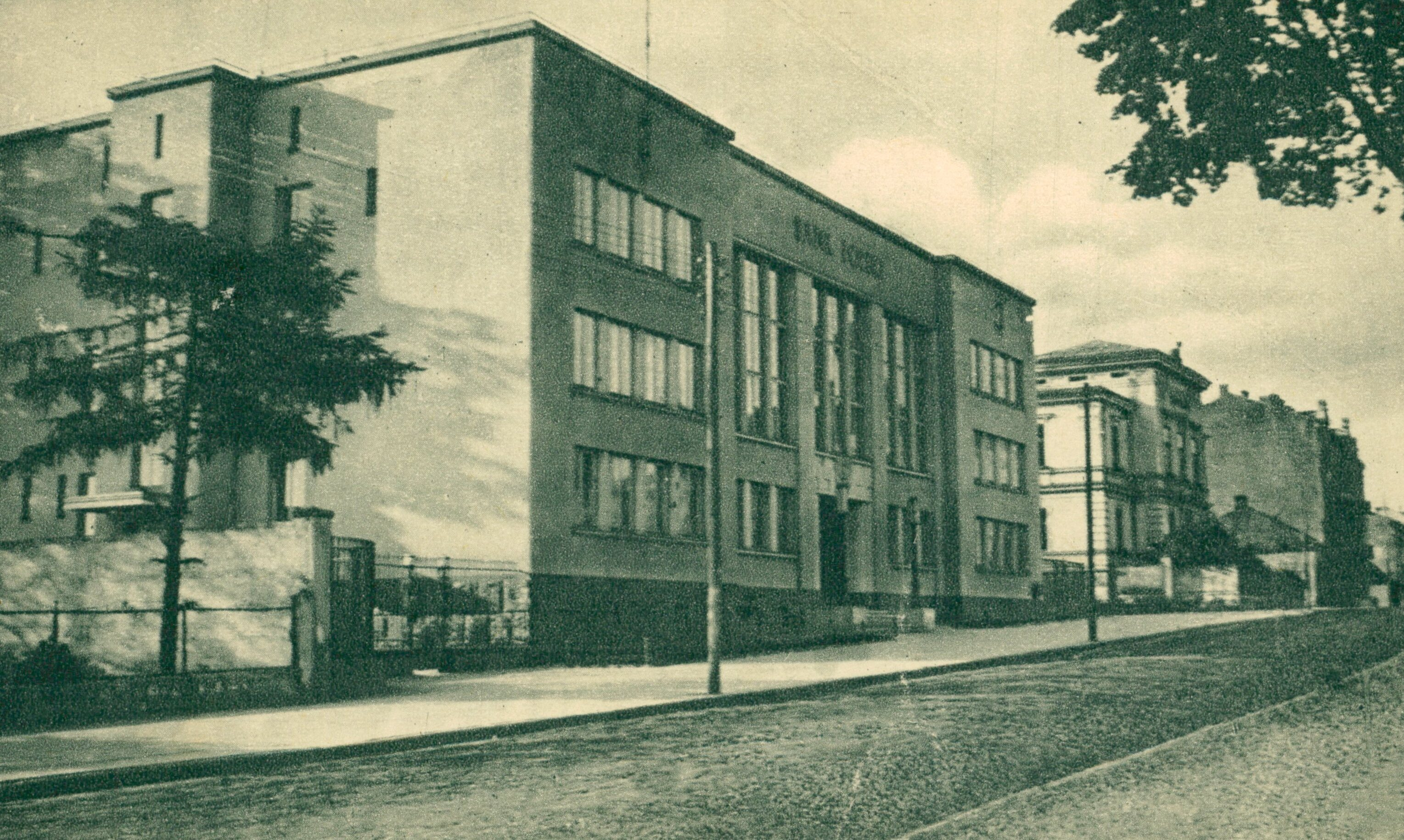
Bank Polski, około 1935-1937
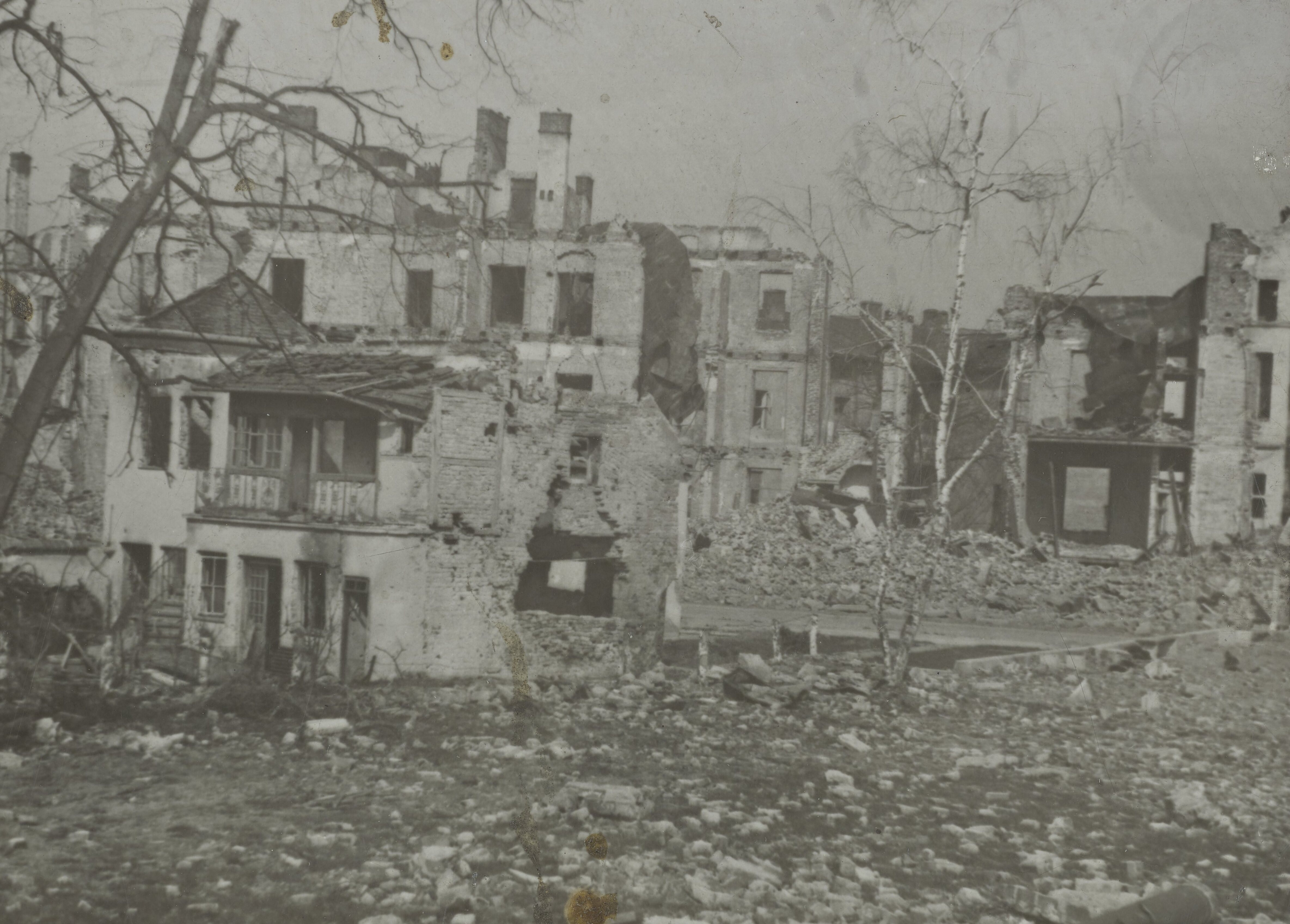
Zniszczenia wojenne, 1943

## II wojna światowa

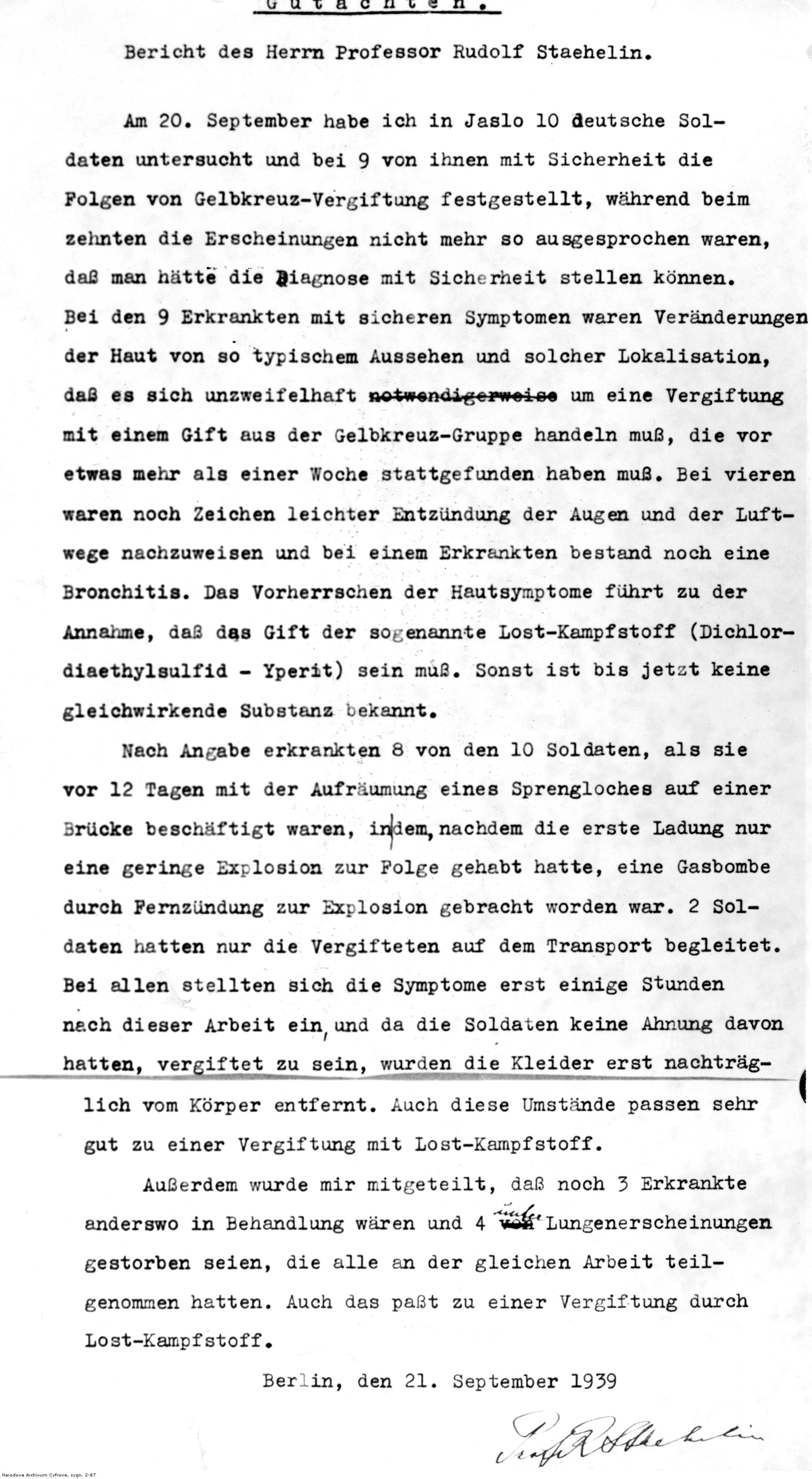
Raport prof. Rudolfa Stachelina o rzekomym zatruciu gazem bojowym (iperytem)10 żołnierzy niemieckich w Jaśle - fotokopia

W trakcie okupacji niemieckiej, nocą z 5/6 sierpnia 1943 Kedyw Podokręgu AK Rzeszów przeprowadził napad na więzienie w Jaśle (akcja pod kryptonimem "Pensjonat"), ocenionym wtedy jako największy wyczyn ruchu oporu w Polsce południowej.
Wrzesień i październik 1944 roku to w Jaśle czas nasilenia się niemieckiego terroru i początek akcji wysiedleńczej w rejonie. Wysiedlono najpierw mieszkańców okolicznych wiosek znajdujących się w strefie przyfrontowej, a 13 września zaczęto wysiedlać ludność z Jasła. Po wysiedleniu mieszkańców Niemcy rozpoczęli rabunek i niszczenie opustoszałego miasta. Podpalali i wysadzali w powietrze budynki publiczne i domy prywatne, było to działanie systematyczne i zaplanowane.
Jasło w 97% zniszczone zdobyli 16 stycznia 1945 roku rosyjscy żołnierze z 76 Pierekopskiej Dywizji Artylerii Przeciwlotniczej pod dowództwem płk. Fiodora Bolbata.

## Okres powojenny
Po wojnie Jasło zostało odbudowane, a życie na gruzach zaczynało tylko 365 mieszkańców. Odbudowano szkoły, kościoły i gmachy publiczne.
- W 1965 Jasło obchodziło 600-lecie nadania praw miejskich. Z tej okazji odbył się teleturniej Jasło-Krosno, który Jasło wygrało 22:17,
- W 1970 oddano w Jaśle do użytku nowy budynek Domu Kultury,
- W 1968, w Jaśle obchodzono jubileusz 100-lecia Gimnazjum i Liceum im. króla, Stanisława Leszczyńskiego,
- W 1985 rozegrano teleturniej Jasło-Iława, wygrany przez Jasło 3:2.

## Przynależność państwowa

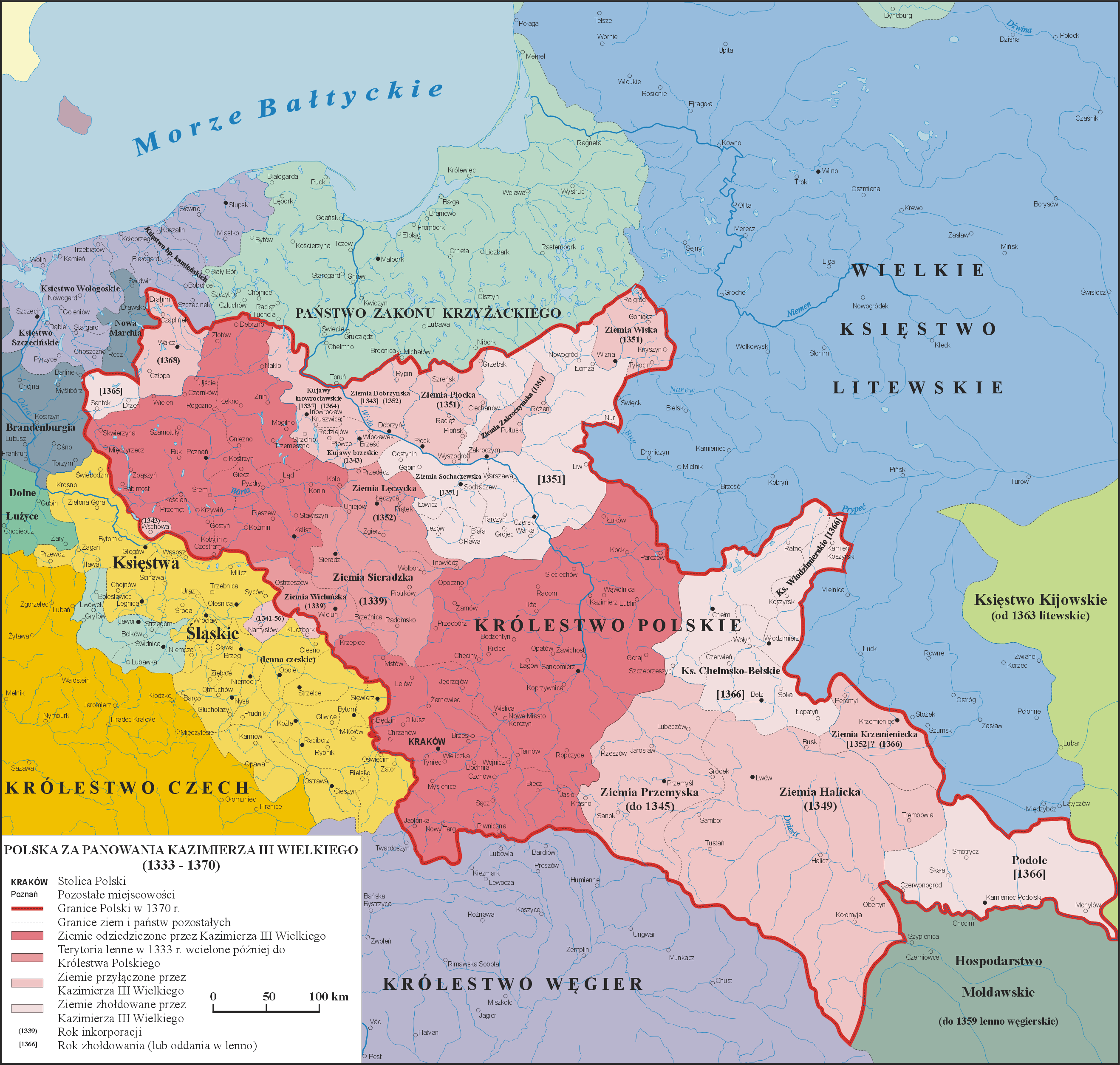
Jasło na mapie Królestwa Polskiego pod panowaniem Kazimierza Wielkiego

Od uzyskania praw miejskich Jasło znajdowało się pod panowaniem następujących państw:
- 1366-1386 -  Królestwo Polskie
- 1386-1569 -  Korona Królestwa Polskiego
- 1569-1772 -  Rzeczpospolita Obojga Narodów,  Korona Królestwa Polskiego
- 1772-1804 -  Monarchia Habsburgów
- 1804-1867 -  Cesarstwo Austrii
- 1867-1918 -  Austro-Węgry, Królestwa i Kraje w Radzie Państwa Reprezentowane
- 1918-1939 -  Rzeczpospolita Polska
- 1939-1945 -  Generalne Gubernatorstwo (okupacja wojenna)
- 1945-1989 –  Rzeczpospolita Polska (do 1952) / Polska Rzeczpospolita Ludowa (od 1952)
- od 1989 –  Rzeczpospolita Polska